# Casa de los Bañuelos
La casa de los Bañuelos fue un inmueble de la ciudad española de Córdoba, demolido a finales del siglo XIX.

## Descripción
Su construcción se remontaría a finales del siglo XV o inicios del XVI. En palabras de Rafael Romero y Barros «este edificio es por extremo interesante, no solo por su edificación rara y sencilla y por el tipo original que ostenta, cuanto porque pertenece á ese ciclo histórico, notable en los anales del arte, en que se asocian y compenetran las tradiciones del estilo mudejar, cercanas ya á su término, con los primeros ensayos del renacimiento, iniciados en España en el último tercio del siglo XV°». Fue demolida a finales del siglo XIX.